# Intadjedite
Intadjedite è un comune rurale del Mali facente parte del circondario di Tin Essako, nella regione di Kidal.
Si tratta di uno dei comuni più recenti del Mali, in quanto è stato istituito soltanto nel 2005.
Il comune è composto da 14 nuclei abitati:
- Achakatlam
- Chibil
- Ibatantane I
- Ibayambarane
- Ibilbitiyane
- Ifougoumissene I
- Ifirgoumissene II
- Ifoulanane
- Iwinchidjane
- Kel Essouk
- Kel Ouzeiyane I
- Kel Ouzeiyane II
- Keltahakayte
- Tidjer Saloum